# حزقيال سيلفا (لاعب كرة قدم)
حزقيال سيلفا (بالإسبانية: Juan Silva)‏ (9 سبتمبر 1997 ببيريسو في الأرجنتين - ) هو لاعب كرة قدم أرجنتيني في مركز الوسط. لعب مع جيمناسيا لابلاتا.

## وصلات خارجية
- حزقيال سيلفا على موقع قاعدة بيانات كرة القدم.إي يو (الإنجليزية)
- حزقيال سيلفا على موقع Soccerway.com (الإنجليزية)